# Gaëtan de Rochebouët
Gaëtan de Grimaudet de Rochebouët (n. 1813 - f. 1899) foi um político francês. Ocupou o cargo de primeiro-ministro da França, entre 23 de Novembro de 1877 a 13 de Dezembro de 1877.

## Carreira
As eleições francesas de 14 de outubro de 1877 foram uma vitória dos republicanos, que conquistaram a maioria das cadeiras. O presidente Patrice de Mac-Mahon a princípio tentou resistir ao resultado. Ele pediu ao general Rochebouet que formasse um "departamento de negócios", com o qual a Câmara se recusou a negociar: Rochebouet renunciou pouco tempo após sua nomeação.

## Ministério de Rochebouët, 23 de novembro de 1877 - 13 de dezembro de 1877
Ver Gabinete Rochebouët
- Gaëtan de Grimaudet de Rochebouët - Presidente do Conselho e Ministro da Guerra
- Marquês de Banneville - Ministro das Relações Exteriores
- Charles Welche - Ministro do Interior
- François Dutilleul – Ministro das Finanças
- François Le Pelletier - Ministro da Justiça
- Albert Roussin - Ministro da Marinha e Colônias
- Hervé Faye - Ministro da Instrução Pública, Belas Artes e Culto
- Michel Graëff - Ministro das Obras Públicas
- Jules Ozenne - Ministro da Agricultura e Comércio[3][4]